# Бињикур на Марни
Бињикур на Марни (фр. Bignicourt-sur-Marne) насеље је и општина у североисточној Француској у региону Шампањ-Арден, у департману Марна која припада префектури Витри ле Франсоа.
По подацима из 2011. године у општини је живело 368 становника, а густина насељености је износила 130,04 становника/km². Општина се простире на површини од 2,83 km². Налази се на средњој надморској висини од 105 метара.

## Демографија
| 1962. | 1968. | 1975. | 1982. | 1990. | 1999. | 2011. |
| ----- | ----- | ----- | ----- | ----- | ----- | ----- |
| 198   | 232   | 288   | 341   | 381   | 374   | 368   |

График промене броја становника у току последњих година